# КУД „Костолац”
КУД „Костолац” је наследник културно-уметничког друштва „Светлост” основаног 1947. године у Старом Костолцу. Из више разлога и недовољних средстава КУД је имао прекиде у раду, да би на захтев и потребе радних људи рудника и електрана Kостолац, обновљен рад под данашњим именом.

## Ансамбли
У свом окриљу окупља око 300 аматера окупљених у шест фолклорних ансамбала: 
- Дечији фолклорни ансамбли „Цврчак”, „Kолибри”, „Врабац” и „Пролеће”,
- Приправнички ансамбл,
- Први извођачки ансамбл,
- Велики народни оркестар.

Делатност фолклорне секције састоји се у очувању народне традиција кроз њену презентацију у земљи и у иностранству. Гостовао је у двадесет три земље Европе, Израелу и Бразилу. 
Учесник је на многим фестивалима у земљи и иностранству, као и добитник многобројних високих награда и признања.